# Hans Christoph Heyden
Hans Christoph Heyden, auch Haiden (* 12. Februar 1572 in Nürnberg; † 8. Februar 1617 ebenda) war ein deutscher Komponist, Organist und Dichter der späten Renaissance.

## Leben und Wirken
Hans Christoph Heyden war das siebente Kind des Instrumentenbauers und Organisten Hans Heyden. Er wurde zunächst in die Lehre zu Philipp von Ortl in eine Nürnberger Schreibstube geschickt. Bald wurde er wegen seiner musikalischen Begabung von seinen Eltern in der Musik gefördert worden. Bereits 1591 vertrat er Isaak Haßler an der Orgel der Nürnberger Spitalkirche. Nach Haßlers Tod im Juli des genannten Jahres bekam er dessen Stelle. Im Februar 1596 wurde er zum Organisten an der Nürnberger Hauptkirche St. Sebald ernannt.
Schon in jüngeren Jahren wurde Hans Christoph Heyden bei der Polizei bekannt, weil er in Raufhändel verwickelt war. Beim Nürnberger Magistrat beantragte er eine Gehaltserhöhung und eine Wohnung, nachdem er im Januar 1601 Anna Maria Petz, Tochter einer hoch geschätzten Familie, geheiratet hatte. Weil schon im gleichen Monat eine Tochter geboren wurde, wurden beide Eheleute entsprechend den damaligen strengen Sittengesetzen vorübergehend eingekerkert.
1603 verlangte Heyden beim Nürnberger Stadtrat erneut ein höheres Gehalt; weil dies aber abgelehnt wurde, verweigerte er den Dienst und schickte einen Schüler als Vertretung; dies führte erneut zu einer kürzeren Inhaftierung. Ein weiterer Konflikt mit der Behörde endete später teilweise mit seinem beruflichen Rückzug.
Dennoch erfreute er sich als Musiker offenbar einer hohen Wertschätzung; sein fachliches Urteil wurde bei einer Reihe von Gelegenheiten gesucht. Um das Jahr 1606 benötigte der Markgraf von Ansbach seine Dienste, und 1608 besorgte er dem Bamberger und Eichstätter Bischof englische Hunde, möglicherweise anlässlich einer Reise nach Frankfurt, Marburg und Kassel. Dort führte er Landgraf Moritz von Hessen das Geigenwerk vor, eine Erfindung seines Vaters. Eventuell war er schon zu dieser Zeit Kastner des Eichstätter und Bamberger Bischofs.
Nachdem 1613 sein Vater verstorben war, kämpften 1616/1617 er und seine Brüder David und Georg gegen eine Nachahmung der Erfindung Geigenwerk durch einen Sohn des Nürnberger Stadtpfeifers von der Houfen. In dieser Sache entschied schließlich der deutsche Kaiser zugunsten der Familie Heyden. Im Herbst 1616 kam Hans Christophs Heyden fortgesetztes ehebrecherisches Verhalten vor Gericht und er wurde im November 1616 mit der fristlosen Kündigung seine Organistenamts an St. Sebald bestraft; sein Schwager Caspar Haßler wurde sein Nachfolger. Er selbst musste sich in den letzten Monaten seines Lebens mit dem bischöflichen Kastneramt begnügen. Er hinterließ seiner Witwe einen Berg von Schulden, den diese mit dem Verkauf eines Hauses und den gedruckten Werken ihres Mannes bezahlen musste.

## Bedeutung
Während sich Hans Christoph Heyden nicht an die zu seiner Zeit gültigen Sittengebote hielt, besaß er ein hohes Ansehen als Orgelspieler und Komponist. Er leistete einen wichtigen Beitrag zur Entwicklung des deutschen Liedes in der Übergangsperiode zwischen Renaissance und Barock, insbesondere mit den beiden Veröffentlichungen Gantz neue lustige Täntz und Liedlein (1601) und Postiglion der Lieb (1614). Mit diesen pflegte er die vokale und vokal-instrumentale Gesellschaftskunst seiner Zeit, insbesondere den Typ des deutschen mehrstimmigen Liedes in seiner italienisierten Form, welches weitgehend zu den Formen der Villanella und Canzonetta gehört. Nach neueren Forschungen erreicht Heyden hier die Höhe der führenden Komponisten dieser Gattung im deutschsprachigen Raum, wie Hans Leo Haßler, Valentin Hausmann, Jakob Regnart und Johann Hermann Schein. Beide Sammlungen bestehen zumeist aus zwei- oder dreiteiligen, überwiegend auftaktigen Allemanden-Liedern, homophonisch gesetzt, wobei die Oberstimme in Postiglion besonders hervortritt und zu den unteren Stimmen Instrumente hinzutreten können.
Im Vorwort dazu führt der Komponist aus, dass er „nicht einer beliebig zusammengewürfelten Liedersammlung einen zufälligen Titel“ gibt, denn schon das erste Lied Willkomm, mein Herr besitze „eine erhöhte und programmatische Bedeutung, wie die Exposition der folgenden frei gefügten Liebeshandlung“. Hier fügt der Komponist zyklische Elemente ein und verfolgt eine poetische Idee; er zeigt sich damit unter seinen Zeitgenossen als ausgesprochen fortschrittlich. Die Texte der Lieder stammen von ihm selbst und viele enthalten Akrosticha, so Lied Nr. 14 in der zweiten Sammlung, mit dem Titel Anna Maria, dem Namen seiner Ehefrau. Die Lieder sind insgesamt für die praktische Verwendung gedacht und hierzu wegen ihrer „charmanten, sorgenfreien Frische und ihres wahrhaft sanglichen Charakters“ gut geeignet; sie sind auch weitestgehend unbeeinflusst von einer gewissen italienischen Art, die damals Mode war.

## Werke
- Gantz neue lustige Täntz und Liedlein. Zu vier Stimmen. Nürnberg 1601.
- Postiglion der Lieb: Darinnen gantz neue lustige Täntz […] neben etlichen Intraden, und anderen frölichen Schlafftruncks Liedlein. Zu vier Stimmen. Nürnberg 1614.

### Ausgaben
- 5 Werke aus Gantz neue lustige Täntz und Liedlein und 4 Werke aus Postiglion der Lieb. In: W. Vetter: Das frühdeutsche Lied. Münster 1928 (= Universitas-Archiv, Nr. 8).
- 1 Werk aus Postiglion. In: Lose Blätter der Musikantengilde. Nr. 224. Wolfenbüttel 1931.
- 2 Werke aus Postiglion. In: W. Barclay Squire (Hrsg.): Select Madrigals and Part Songs. Bd. 2. Leipzig o. J.